# Sulfite d'ammonium
Le sulfite d'ammonium est un composé chimique de formule (NH4)2SO3. C'est un sel d'ammonium NH4+ et d'acide sulfureux H2SO3.
Il est réducteur et se décompose en dioxyde de soufre SO2 et oxydes d'azote lorsqu'il est chauffé aux environs de 65 °C.
On peut le préparer en solution aqueuse en faisant réagir de l'ammoniac NH3 avec du dioxyde de soufre :
2 NH3 + H2O + SO2 → (NH4)2SO3.